# Goose Hollow/Southwest Jefferson Street megállóhely
Goose Hollow/Southwest Jefferson Street megállóhely a Metropolitan Area Express kék és piros vonalainak, valamint a TriMet és más szolgáltatók autóbuszainak megállója az Oregon állambeli Portlandben.
A megálló többször is feltűnik a What the Bleep Do We Know!? című filmben; a Marlee Matlin által alakított Amanda innen utazik a belvárosba.
A megállót szélsőperonos rendszerben, azok mindkét végén rámpákkal építették ki.

## Elhelyezkedése
A megálló Nyugat-Portlandben, a Goose Hollow kerületben található délnyugati Jefferson utca mentén, a Bud Clark korábbi polgármester tulajdonában lévő Goose Hollow-val szemben fekszik. Keletre a délnyugati Jefferson és a délnyugati 18. utcák találkozásánál kiépített körforgalom (Collins Cirle) van, nyugatra pedig a pálya áthalad a Vista-sugárúti viadukton (Vista híd), majd a Nyugati-dombság alatt, a Robertson-alagútban folytatódik.

## Autóbuszok
- 6 – ML King Jr Blvd (►Jantzen Beach)[4]
- 58 – Canyon Road (►Beaverton pályaudvar)[5]
- 68 – Marquam Hill/Collins Circle (►VA Medical Center)[6]

| Előző állomás                                         |  | Metropolitan Area Express |  | Következő állomás                                                 |
| ----------------------------------------------------- |  | ------------------------- |  | ----------------------------------------------------------------- |
| Washington Parktovább Hatfield Government Center felé |  | Kék vonal                 |  | Kings Hill/SW Salmon Sttovább Cleveland Avenue felé               |
| Washington Parktovább Beaverton pályaudvar felé       |  | Piros vonal               |  | Kings Hill/SW Salmon Sttovább Portland International Airport felé |

## Fordítás
- Ez a szócikk részben vagy egészben  a   Goose Hollow/Southwest Jefferson Street MAX Station című angol Wikipédia-szócikk ezen változatának fordításán alapul.  Az eredeti cikk szerkesztőit annak laptörténete sorolja fel. Ez a jelzés csupán a megfogalmazás eredetét és a szerzői jogokat jelzi, nem szolgál a cikkben szereplő információk forrásmegjelöléseként.